# 五十子の戦い
五十子の戦い（いらこのたたかい・いかごのたたかい）は、古河公方足利成氏と関東管領上杉氏一族の間で行われた戦いである。享徳の乱における激戦の一つで、武蔵国五十子（現在の埼玉県本庄市五十子）周辺において、長禄3年（1459年）から文明9年（1477年）にかけて断続的に続けられた合戦を指す。ただし、文明9年（1477年）の合戦が大規模であったため、この戦いのみを指す場合もある。

## 前史
享徳3年（1454年）から始まった享徳の乱は長期化の様相を見せ、一度は上杉氏に追われた足利成氏が下総国古河御所を拠点にして反撃を開始した事によって、関東地方は利根川を境界として、東側は古河公方陣営（以下、「古河軍」）、西側は関東管領陣営（以下、「上杉軍」）に事実上分断される事となった。特に北関東では古河軍が下野国方面より上杉氏の拠点上野国を圧迫し、南関東では上杉軍が武蔵国方面より古河公方の拠点下総国を圧迫していたため、両陣営にとって中間地点である利根川中流域の制圧は敵陣営の軍事的圧力を緩和する意味で極めて重要であった。
既に康正2年9月17日（1456年）には利根川沿いの武蔵国岡部原（現在の埼玉県深谷市（旧岡部町））で古河軍と上杉軍が衝突している。この前後に利根川流域において、忍城・深谷城・関宿城などが次々と築かれるようになった。

## 太田庄の戦い
長禄3年（1459年）、関東管領上杉房顕は、五十子に城砦を築いて持朝・房定・教房・政藤ら一族の主だった者たちを結集させた。これを知った足利成氏は五十子に攻撃を加えようとして出撃した。10月14日、両軍は近くの太田庄（現在の埼玉県熊谷市）で交戦した。この結果、上杉教房が戦死するなどの打撃を受けた。
だが、上野の岩松家純・持国が上杉軍に加勢するとの報を得た上杉房定・政藤は翌日利根川を渡って上野側に陣地を張る古河軍を羽継原（現在の群馬県館林市）・海老瀬口（同板倉町）にて攻撃をかけるが、再度敗戦した。上杉軍は大打撃を受けたが、古河軍も撤退したため五十子は上杉軍の手に確保され、以後房顕はここを拠点として長期戦の構えを見せ始めた。
なお、室町幕府は五十子に援軍を派遣する予定だったが、斯波義敏が内乱（長禄合戦）を引き起こし、責任を取らされて追放された為に中止となった。
その頃、上杉氏の要請によって室町幕府将軍足利義政の異母兄・政知が新しい鎌倉公方となるべく伊豆まで下ってきたものの、政知を受け入れるか否かで上杉一族の意見が纏まらず、伊豆堀越に留まって堀越公方を名乗っていた。政知に仕えていた上杉政憲（氏憲の孫、上杉教朝の子）は、成氏排斥こそが政知の鎌倉入りに向けての最大の説得材料になると考えて寛正6年（1465年）伊豆から出陣し、関東管領上杉房顕や越後守護の上杉房定、その子顕定と合流すべく五十子に向かった。
幕府は駿河の今川義忠・甲斐の武田信昌の両守護にも政憲救援を命じたが、援軍到着前に上杉軍を叩こうとした古河軍は再び太田庄から五十子に進出した。だが、翌文正元年2月12日（1466年）に上杉房顕が五十子で急死、子供がいなかったため急遽顕定を養子として関東管領を継承させた。これによって戦闘は一旦休戦となったのである。

## 五十子の戦い
その後も古河軍と上杉軍は五十子で睨み合いと小競り合いを繰り返しつつも関東各地で一進一退の戦いを繰り広げていた。ところが、文明5年（1473年）関東管領家である山内上杉家の家宰長尾景信が死去し、続いて扇谷上杉家の上杉政真が五十子での攻防戦で古河軍によって討たれてからにわかに状況が一変する。家宰を継げなかった景信の子・長尾景春は顕定を恨んで成氏方に寝返って挙兵する（長尾景春の乱）。
文明8年（1476年）、景春は山内上杉軍が駐留している五十子を囲んだが、堀越公方軍と扇谷上杉軍の主力を率いていた上杉政憲と太田道灌が今川氏の内紛仲裁のために兵を率いて駿河国に入っていたために顕定は援軍を得られず、翌文明9年1月18日（1477年2月1日）五十子城は陥落して顕定は辛うじて上野国に逃げ帰った。ここに長年にわたった五十子の陣は解体したのである。
その後景春の反乱を抑えたのは扇谷上杉家の当主上杉定正を補佐する太田道灌であった。これを見た顕定は扇谷上杉家の台頭を危惧して成氏との講和を望むようになった。以後、戦局は山内・扇谷両上杉家の対立へと次第に構造を変え始めようとしていたのである。